# Idioma haryanvi
El haryanvi es una lengua indoaria hablada principalmente en el estado indio de Haryana y en el territorio de Delhi. El haryanvi se considera parte del grupo de dialectos del hindi occidental, que también incluye al khariboli y al braj. Se escribe en el alfabeto devanagari.

## En la cultura popular
Películas de Bollywood como Dangal, Sultan y Tanu Weds Manu: Returns han utilizado la cultura y el idioma haryanvi como telón de fondo de sus películas. Estas películas han recibido un cálido reconocimiento en toda la India y en el extranjero. Como resultado, algunos hablantes no nativos han mostrado interés en aprender el idioma.
El haryanvi ha hecho que su presencia cuente con éxito en el cine indio, televisión, álbumes de música popular y el mundo académico. Con la influencia de Haryana en los campos de los deportes, Bollywood, la defensa, la industrialización y la política, la lengua y la cultura haryanvi también se han promovido en una proporción significativa. Algunos hablantes notables del idioma Haryanvi incluyen a las hermanas Phogat, Vijender Singh, Sushil Kumar, Baba Ramdev, Dushyant Chautala, Randeep Hooda, Satish Kaushik.